# Cyprinodon nichollsi
Cyprinodon nichollsi is een straalvinnige vissensoort uit de familie van de eierleggende tandkarpers (Cyprinodontidae). De wetenschappelijke naam van de soort is voor het eerst geldig gepubliceerd in 1989 door Smith.